# غاري لي
غاري لي (بالإنجليزية: Gary Lee)‏ هو لاعب كرة قدم أمريكية أمريكي، ولد في 12 فبراير 1965 في ألباني في الولايات المتحدة.

## وصلات خارجية
- غاري لي على موقع مرجع كرة القدم المحترفة.كوم (الإنجليزية)
- غاري لي على موقع كلية كرة القدم في سبورتس رفرنس.كوم (الإنجليزية)